# Svanes
Cet article concerne le peuple svane. Pour la langue svane, voir Svane.

Langues kartvéliennes.

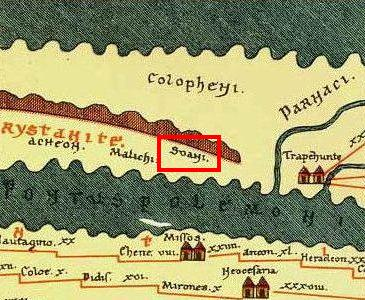
Svanie, sur la Table de Peutinger.

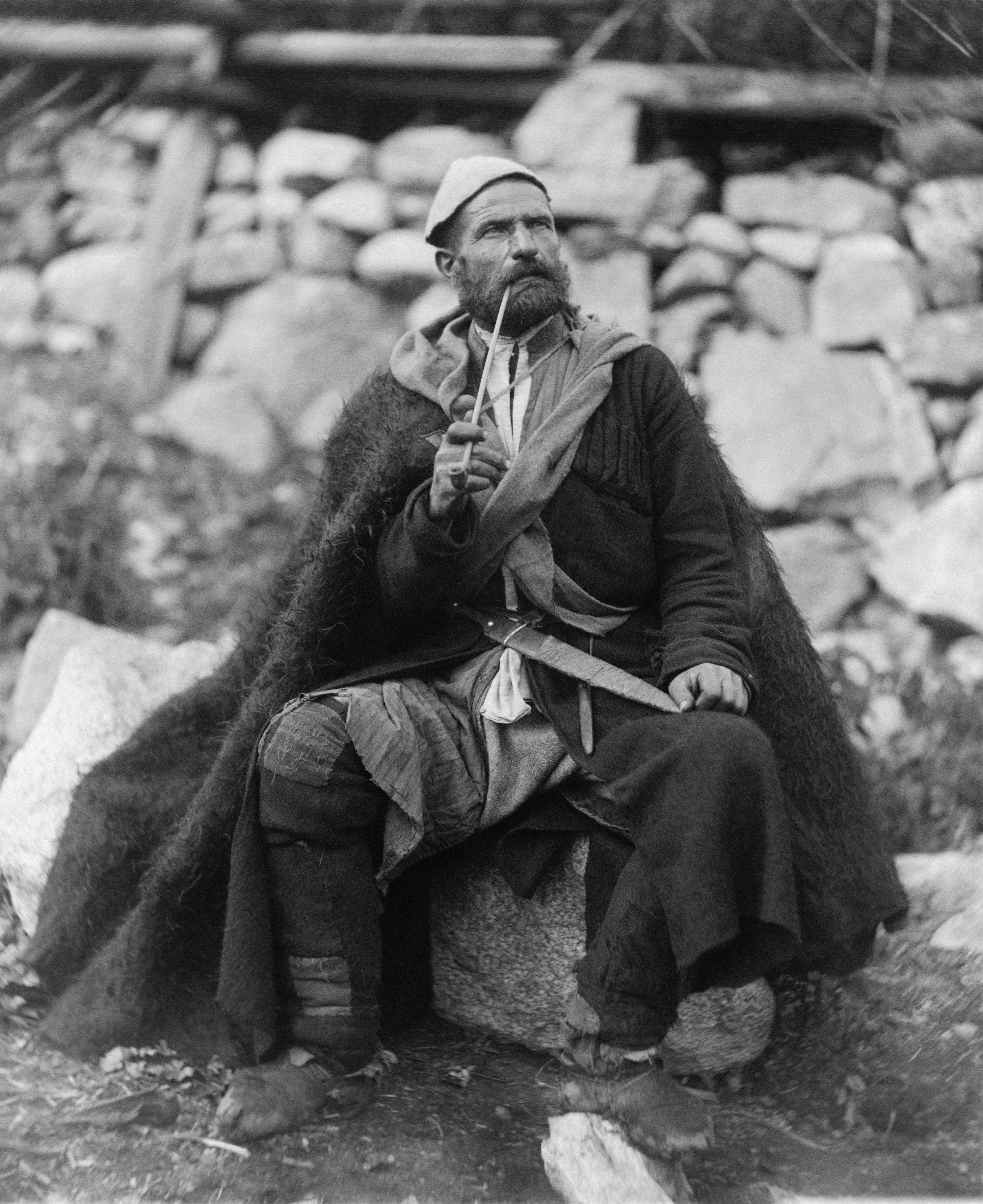
Paysan fumant sa pipe à Mestia
(fin du XIXe siècle)

Les Svanes (géorgien : სვანი Svani) sont un groupe ethnique géorgien vivant dans les montagnes du Grand Caucase, pour la grande majorité d'entre eux en Svanétie dans le nord-ouest de la Géorgie. Les Svanes constituent l'un des plus anciens peuples de cette région ; ils s’apparenteraient aux Sumériens.

## Histoire
Selon les légendes locales, c'est dans les vallées de Svanétie que Jason aurait trouvé la Toison d'or (ainsi, on utilise depuis des temps immémoriaux, notamment chez les Svanes, une technique d'orpaillage en utilisant des peaux de moutons que l'on fait tremper dans le lit des rivières, dans le but de récolter l'or qui se trouve en abondance dans le sable). Quoi qu'il en soit, les premières mentions d'un peuple Soane viennent du géographe grec Strabon, qui les place assez précisément sur leur territoire actuel.

## Habitat

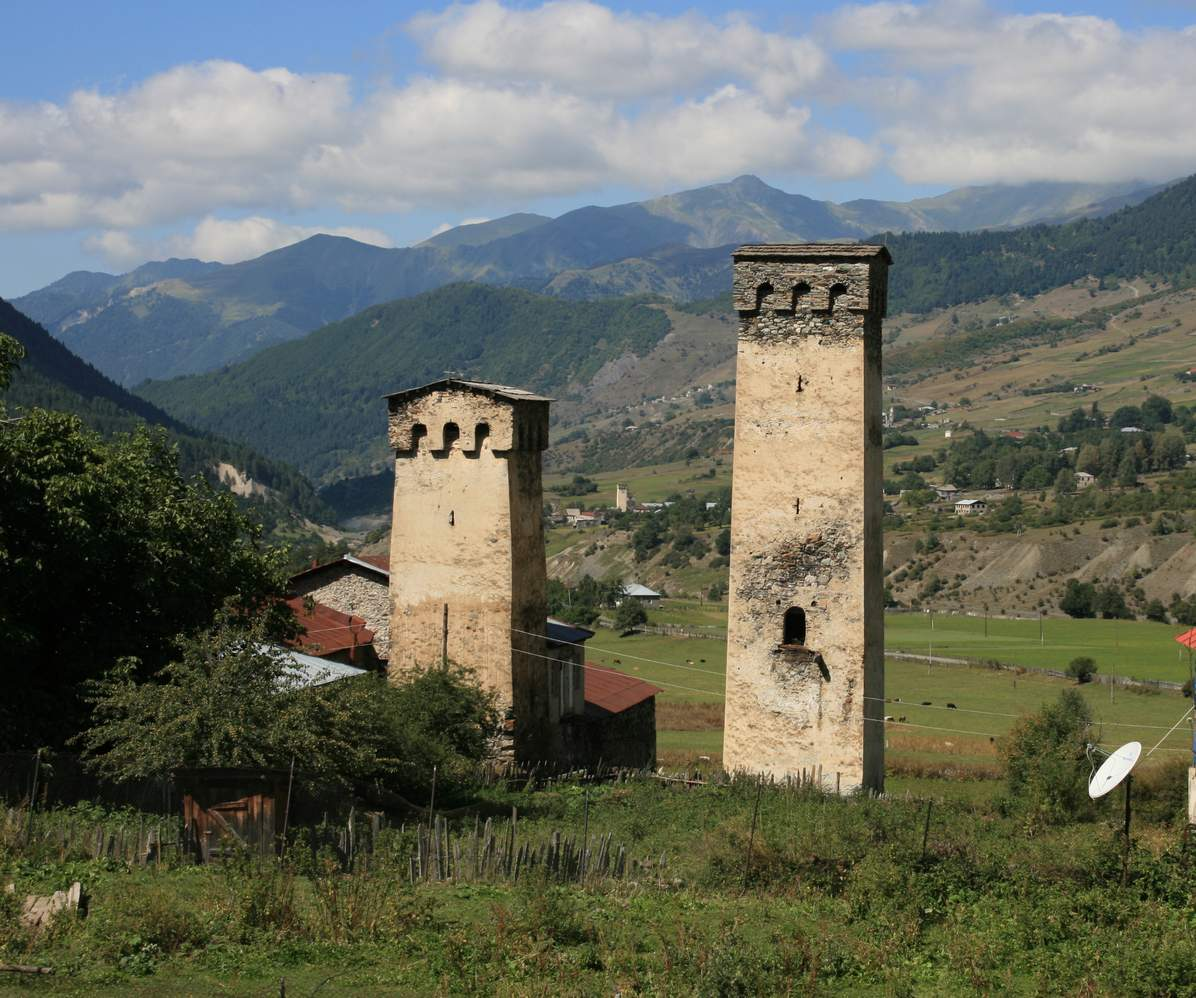
Tours svanes.

La Svanétie est la région habitée la plus élevée d'Europe, certains villages habités en permanence ayant une altitude supérieure à 2 000 m (Ouchgouli étant même proche de 2 200 m). Les sommets culminent à 5 000 mètres d'altitude.
Les petits villages montagnards subissent un enneigement très important et sont isolés du reste du monde plusieurs mois par an. Les villages svanes sont connus pour leurs nombreuses tours de défense en pierre à la résistance surprenante qui ont valu le classement de la région sur la liste du patrimoine mondial en 1996. Aujourd'hui les tours sont essentiellement utilisées pour stocker les réserves alimentaires et les productions agricoles.
La densité de population est faible, les 132 villages du district de Mestia (la zone principale d'habitation des Svanes) ne regroupant que 14 248 habitants sur 3 044 km2 (d'après le recensement de 2002).

## Langue
Les Svanes sont généralement bilingues même si 15 000 d'entre eux auraient le svane comme langue maternelle (et deux fois plus comprendraient la langue). Le géorgien est souvent utilisé à l'écrit et tend de plus en plus à se substituer à la langue svane, qui reste avant tout une langue orale sans standard écrit.

## Culture
Les Svanes sont particulièrement réputés pour leurs chants polyphoniques, une composante importante de la musique géorgienne. Les Svanes possèdent leurs propres chants et leurs propres danses.
Le prestige d'une famille est avant tout lié au nombre d'enfants. La scolarité obligatoire est de 9 années. Chaque année, quelques jeunes vont à l'université dans la capitale.
Les tombes des ancêtres font l'objet d'une véritable vénération car ils estiment que les morts continuent à vivre avec les vivants. Avant la christianisation de la Géorgie, la Svanétie possédait une religion païenne développée et bien ancrée donnant lieu à des syncrétismes aujourd'hui en désuétude.
Les Svanes sont très pieux et chaque famille possède de très nombreuses icônes qui jouent un rôle très important dans la culture svane et orthodoxe. Certaines icônes sont de véritables trésors archéologiques, artistiques et cultuels.
La communauté est dirigée par le conseil des anciens comme il est de coutume chez beaucoup de peuples montagnards du haut Caucase. La Svanétie dispose d'un système judiciaire à part car les crimes d'honneur sont fréquents en cas de différends entre familles ou clans. Le conseil des jurés juge les crimes, son but est d'empêcher les vendettas.

## Économie
Les Svanes vivent essentiellement de l'agriculture, des bovins et de la forêt. Les bovins sont aussi utilisés comme animaux de trait. Chaque famille possède un jardin lui permettant d'assurer les réserves de nourriture pour passer le très long hiver.
Depuis quelques années, l’État georgien investit dans le tourisme pour aider la région à se développer et de nombreux gites se sont ouverts.

## Équipements
- un petit hôpital

## Patrimoine
Le patrimoine architectural est essentiellement constitué des tours, des chapelles et de quelques églises.

## Svanes célèbres
- Tariel Oniani, gangster géorgien

### Discographie
- Géorgie : Polyphonies de Svanétie, Le Chant du Monde, Paris, diff. Harmonia Mundi, 1994, 1 CD (54 min 20 s) + 1 livret (52 p.)

### Filmographie
- (en) Le Sel de Svanétie (1930), film de Mikhail Kalatozov, Cosinprom, 1930, 53 min (fait partie de Classics of early Soviet cinema : second series, Kino international, New York, 1998)
- Polyphonie vocales de Haute-Svanétie, film de Gilles Le Mao, la Huit production, Paris, 2007, 48 min (DVD)

### Sources
- Un documentaire de 43 minutes de la chaîne allemande ZDF de 2011 diffusé par la chaîne francophone Arte en juin 2012.